# Paulo Midosi Júnior
Paulo Midosi (Lisboa, 1 de Dezembro de 1821 — Lisboa, 25 de Dezembro de 1888) foi um advogado e escritor português.
Ligado ao mundo do jornalismo, pois colaborou na Ilustração e ajudou a lançar o Diário de Notícias. Em 1846, além de compor a letra para o "Hino da Maria da Fonte", lançou também o jornal Revolução do Minho. 

## Vida
Nasceu a 1 de Dezembro de 1821, no segundo andar do número 17 da Rua Garrett, no Chiado, em Lisboa, filho de Paulo Midosi, um negociante oriundo de Roma que se estabelecera em Portugal, e de Mariana Midosi, filha do industrial Leonardo Maria Jacobetti.
Midosi é, talvez, mais conhecido por ter escrito os versos do "Hino da Maria da Fonte", em 1846, altura em que ainda estudava Direito na Universidade de Coimbra. A canção patriótica, musicada por Angelo Frondoni teve larga divulgação e que chegou a ser aceite, pela generalidade da população portuguesa, nos últimos tempos da Monarquia, quase como hino nacional.
Faleceu em 1888, aos 67 anos, de um cancro na face, agonizando nos últimos dias de vida.